# 吉田重春
吉田 重春（よしだ しげはる、1908年（明治41年）11月8日 - 没年不明）は、日本の実業家。北海道小型自動車販売協会、札幌地区軽自動車協会各専務理事。衆議院議員・立憲民主党代表の泉健太は外孫。

## 経歴
北海道出身。吉田重貞（札幌毎日新聞社社長）・キミの長男として生まれる。1930年（昭和5年）小樽高等商業学校卒業。高商卒業後、住友本社鴻之舞鉱業所、住友鉱業（現・住友金属鉱山）、住友石炭鉱業（現・住石マテリアルズ）、北海道マツダ販売を経て北海道小型自動車販売協会、札幌地区軽自動車協会各専務理事に就いた。

## 人物
趣味は読書、麻雀、将棋、酒。
宗教は仏教。

## 家族
- 妻・タカ（熊谷米太郎の娘、小樽高女卒）
- 長男・安賢
- 長男の妻・美代子
- 長女・博子（元北海道石狩市議・泉訓雄の妻、藤女子短大卒）[2][3]